# U-841
 U-841  — немецкая подводная лодка типа IXC/40, времён Второй мировой войны. 
Заказ на постройку субмарины был отдан 20 января 1941 года Лодка была заложена 21 марта 1942 года на верфи судостроительной компании АГ Везер, Бремен под строительным номером 1047, спущена на воду 21 октября 1942 года, 6 февраля 1943 года под командованием оберлейтенанта Вернера Бендера вошла в состав учебной 4-й флотилии. 1 июля 1943 года вошла в состав 2-й флотилии. Лодка совершила один боевой поход, успехов не достигла. Потоплена 17 октября 1943 года в Северной Атлантике к востоку от мыса Фарвель, Гренландия, в районе с координатами 59°57′ с. ш. 31°06′ з. д. глубинными бомбами с британского фрегата HMS Byard. 27 членов экипажа погибли, 27 были спасены.